# Женская сборная Грузии по волейболу
Женская национальная сборная Грузии по волейболу (груз. ქალთა ეროვნული ნაკრები საქართველოს ფრენბურთის) — представляет Грузию на международных соревнованиях по волейболу. Управляющей организацией выступает Федерация волейбола Грузии (груз. საქართველოს ფრენბურთის ფედერაციის).

## История
Волейбол появился в Грузии в 1926 году. Важное значение для популяризации волейбола имел приезд в Тифлис в 1927 актёров Московского драматического театра, познакомившего с новой игрой всех желающих. В 1928 столичные команды приняли участие в отборочном турнире ЗСФСР к Всесоюзной спартакиаде, в котором участвовали команды Баку, Еревана и Тифлиса.
С 1935 года грузинские команды были постоянными участниками всех общесоюзных соревнований — Спартакиад народов СССР, чемпионатов и розыгрышей Кубка СССР. В отличие от мужского, женский волейбол республики практически не имел серьёзных достижений, кроме довоенных лет, когда в 1936 году женская сборная Тифлиса разделила второе место по итогам чемпионата СССР (хотя в составе команды из столицы Грузии и не было волейболисток грузинской национальности). В послевоенное время сильнейшая команда Грузинской ССР (в основном тбилисский «Буревестник») регулярно представляла республику в общесоюзных первенствах, но занимала места в лучшем случае в середине турнирной таблицы, а после раздела в 1966 чемпионата СССР на две группы (в дальнейшем — лиги) «Буревестник» выступал только во второй из них. Лучший результат — 3-е место во 2-й группе в 1966 году. С 1970-х годов женский волейбол Грузии постоянно терял в популярности и вследствие этого «Буревестник» окончательно обосновался среди аутсайдеров 2-й группы (1-й лиги), а в 1986 и вовсе выбыл из числа участников чемпионатов страны, заняв последнее место в 1-й лиге.
Во всех 9-ти волейбольных турнирах Спартакиад народов СССР принимала участие женская сборная Грузинской ССР. Лучший результат — 6-е место в 1956 году. В 1964 году женская сборная Грузинской ССР провела ряд товарищеских матчей в Иране.
После получения Грузией независимости федерация волейбола страны в 1992 году вступила в ФИВБ и ЕКВ.
Дебютировала в официальных международных соревнованиях женская сборная страны только в 2004 году, когда приняла участие в отборочном турнире чемпионата Европы 2005 (категория «В»). Соперницами грузинских волейболисток были национальные команды Словении, Хорватии, Швеции и Молдавии. Первые 6 матчей турнира, проходившего по системе с разъездами, грузинки проиграли и лишь в 7-й игре, принимая на своём поле сборную Молдавии, одержали победу. Последний же матч, который команда Грузии должна была провести в Швеции и вовсе не состоялся из-за неурядиц с визами.
В дальнейшем сборная Грузии ещё четырежды была среди участников отборочных турниров чемпионатов Европы (2007, 2009, 2011 и 2015), но не смогла одержать в них ни одной победы.
В январе 2009 года грузинские волейболистки впервые стартовали в квалификации чемпионата мира. Один из групповых турниров 1-го раунда прошёл в Таллине и в нём команда Грузии сумела один раз выиграть — у сборной Дании 3:1, но поражения от Эстонии и Молдавии не дали возможности грузинской команде продолжить борьбу в турнире.
Сборная Грузии приняла участие и в отборочном турнире Олимпиады 2012, но в предварительных матчах дважды проиграла команде Швеции и выбыла из квалификации.
В 2015 году национальная команда Грузии впервые участвовала в розыгрыше Евролиги, но уступила своим соперникам во всех 10 проведённых матчах, заняв последнее (6-е место).
В 2017 после годичного перерыва сборная Грузии вновь вышла на официальную международную арену, приняв участие в трёх турнирах — квалификации чемпионата мира, Евролиге и чемпионате Европы, одну из групп которого принимала столица Грузии Тбилиси. Ни в одном из матчей этих соревнований грузинские волейболистки не смогли избежать поражений.

## Результаты выступлений и составы

### Олимпийские игры
Сборная Грузии участвовала в одном квалификационном олимпийском турнире.
- 2012 — не квалифицировалась
- 2012 (квалификация): Тамта Данелия, Тинатин Чаучидзе, Ирине Шенгелия, Майя Гушарашвили, Ия Шанидзе, Анна Тваури, Нино Стуруа, Яна Задименченко, Мариами Мукасашвили, Анна Гвенцадзе, Ирина Кахадзе, Дали Алибегашвили. Тренер — Нино Мгебришвили.

### Чемпионаты мира
В квалификации чемпионатов мира 1994—2006 сборная Грузии участия не принимала.
- 2010 — не квалифицировалась
- 2014 — не участвовала
- 2018 — не квалифицировалась
- 2022 — не квалифицировалась
- 2025 — не квалифицировалась

- 2010 (квалификация): Тея Мдзелури, Ирине Шенгелия, Тинатин Чаучидзе, Элеонора Казарян, Натия Бандзеладзе, Яна Задименченко, Кристин Сантана (Сака), Нино Мукасашвили, Ирина Кахадзе, Дали Алибегашвили, Андреса Мартинс дос Шагас (Ртвело), Мариам Кипшидзе. Тренер — Нино Мгебришвили.
- 2018 (квалификация): Мариам Гаприндашвили, Нино Кораеви, Ана Бацацашвили, Мария Царенко, Ана-Мариам Кипшидзе, Гванца Улумбелашвили, Джульета Санадзе, Ирина Челидзе, Светлана Сосновская, Анна Каландадзе, Гванца Маркарашвили, Тинатин Чаучидзе. Тренер — Паата Улумбелашвили.

### Чемпионаты Европы
В квалификации чемпионатов Европы 1993—2003 сборная Грузии участия не принимала.
- 2005 — не квалифицировалась
- 2007 — не квалифицировалась
- 2009 — не квалифицировалась
- 2011 — не квалифицировалась
- 2013 — не участвовала
- 2015 — не квалифицировалась
- 2017 — 13—16-е место
- 2019 — не квалифицировалась
- 2021 — не квалифицировалась
- 2023 — не квалифицировалась
- 2026 —

- 2005 (квалификация): Нели Айрапетян, Натия Арвеладзе, Земфира Будагова, Тамта Давитулиани, Марика Герлиани, Нона Гвинджилия, Марина Джиошвили, Нино Метревели, Найра Накхян, Майя Сааташвили, Марина Вашакидзе, Лейла Худоева, Мария Царенко.
- 2007 (квалификация): Нели Айрапетян, Дали Алибегашвили, Натия Бандзеладзе, Тамта Данелия, Ирина Кахадзе, Элеонора Казарян, Анна Мариам Купшидзе, Тамар Корошинадзе, Софико Ломидзе, Ирине Шенгелия, Тинатин Чаучидзе. Тренер — Нино Мгебришвили.
- 2009 (квалификация): Нели Айрапетян, Дали Алибегашвили, Натия Бандзеладзе, Тамта Данелия, Ирина Кахадзе, Элеонора Казарян, Анна Мариам Купшидзе, Тамар Корошинадзе, Софико Ломидзе, Ирине Шенгелия, Тинатин Чаучидзе, Яна Задименченко. Тренер — Нино Мгебришвили.
- 2011 (квалификация): Ирине Шенгелия, Ирина Кахадзе, Тинатин Чаучидзе, Дали Алибегашвили, Натия Бандзеладзе, Тамта Данелия, Элеонора Казарян, Анна Мариам Купшидзе, Нино Стуруа, Яна Задименченко, Тея Мдзелури, Анна Тваури, Майя Гушарашвили. Тренер — Нино Мгебришвили.
- 2015 (квалификация): Мариам Гаприндашвили, Тинатин Чаучидзе, Мария Царенко, Ана-Мариам Кипшидзе, Кетеван Блуашвили, Софико Ломидзе, Нино Стуруа, Анна Тваури, Анна Каландадзе, Ирина Челидзе, Тамта Данелия, Элеонора Казарян. Тренер — Паата Улумбелашвили.
- 2017: Мариам Гаприндашвили, Нино Кораеви, Ана Бацацашвили, Мария Царенко, Ана-Мариам Кипшидзе, Мариам Бериашвили, Гванца Улумбелашвили, Джульета Санадзе, Ирина Челидзе, Светлана Сосновская, Анна Каландадзе, Гванца Маркарашвили, Тинатин Чаучидзе. Тренер — Паата Улумбелашвили.
- 2019 (квалификация): Тинатин Жгенти, Нино Кораеви, Ана Тевдорадзе (Бацацашвили), Мариам Гаприндашвили, Кетеван Блуашвили, Гванца Улумбелашвили, Мариам Бериашвили, Ана Диасамидзе, Ирина Челидзе, Лаура Симония, Анна Каландадзе, Гванца Маркарашвили, Тинатин Чаучидзе, Лиззи-Ирине Лобжанидзе. Тренер — Паата Улумбелашвили.
- 2021 (квалификация): Мариам Гаприндашвили, Нино Схведиани, Елена Бананашвили, Гванца Улумбелашвили, Мариам Бериашвили, Ана Диасамидзе, Мариам Мушкудиани, Лаура Симония, Тинатин Жгенти, Лиззи-Ирине Лобжанидзе, Нина Цверцвадзе, Анна Каландадзе. Тренер — Паата Улумбелашвили.

### Евролига
- 2015 — 6-е место
- 2016 — не участвовала
- 2017 — 10—12-е место
- 2018 — 19—20-е место (7—8-е в Серебряной лиге)
- 2019 — 19—20-е место (7—8-е в Серебряной лиге)
- 2021 — не участвовала
- 2022 — не участвовала
- 2023 — 14—15-е место (5—6-е в Серебряной лиге)
- 2024 — 17-е место (5-е в Серебряной лиге)
- 2025 — 17-е место (5-е в Серебряной лиге)

- 2015: Мариам Гаприндашвили, Гванца Маркарашвили, Софико Дзидзигури, Ирина Челидзе, Ана-Мариам Кипшидзе, Ирина Кахадзе, Анна Тваури, Нино Стуруа, Яна Задименченко, Анна Каландадзе, Светлана Сосновская, Царина Санадзе, Джульета Санадзе, Тинатин Чаучидзе. Тренер — Паата Улумбелашвили.
- 2017: Мариам Гаприндашвили, Нино Кораеви, Ана Бацацашвили, Мария Царенко, Ана-Мариам Кипшидзе, Мариам Бериашвили, Гванца Улумбелашвили, Джульета Санадзе, Ирина Челидзе, Светлана Сосновская, Анна Каландадзе, Гванца Маркарашвили, Тинатин Чаучидзе. Тренер — Паата Улумбелашвили.
- 2018: Нино Кораеви, Ана Тевдорадзе (Бацацашвили), Мариам Гаприндашвили, Ана-Мариам Кипшидзе, Джульета Санадзе, Гванца Улумбелашвили, Мариам Бериашвили, Ана Диасамидзе, Ирина Челидзе, Светлана Сосновская, Анна Каландадзе, Гванца Маркарашвили, Тинатин Чаучидзе, Лиззи-Ирине Лобжанидзе. Тренер — Паата Улумбелашвили.
- 2019: Мариам Гаприндашвили, Нино Кораеви, Ана Тевдорадзе (Бацацашвили), Тинатин Жгенти, Джульета Санадзе, Гванца Улумбелашвили, Мариам Бериашвили, Ана Диасамидзе, Лаура Симония, Анна Каландадзе, Гванца Маркарашвили, Лиззи-Ирине Лобжанидзе, Нина Церцвадзе. Тренер — Паата Улумбелашвили.

## Состав
Сборная Грузии в соревнованиях 2024 года (Евролига, квалификация чемпионата Европы)
| №  | Имя, фамилия           | Год рождения | Рост | Амплуа      | Клуб                        |
| -- | ---------------------- | ------------ | ---- | ----------- | --------------------------- |
| 1  | Мариам Гаприндашвили   | 1998         | 185  | центральная | «Азеррейл» Баку             |
| 3  | Ана Тевдорадзе         | 2001         | 186  | нападающая  | Университет штата Луизиана  |
| 6  | Элена Чумбуридзе       | 2005         | 179  | связующая   | «Сен-Шамон»                 |
| 7  | Гванца Улумбелашвили   | 1999         | 190  | нападающая  | «Каунас-ВДУ»                |
| 8  | Мариам Бериашвили      | 2001         | 189  | либеро      | «Кьеле» Сокуэльямос         |
| 9  | Кетеван Блуашвили      | 1999         | 184  | связующая   |                             |
| 10 | Ирина Челидзе          | 1994         | 179  | нападающая  |                             |
| 12 | Магда Кобаидзе         | 2008         | 173  | нападающая  | «Сент-Бенедек» Балатонфюред |
| 13 | Марта Лорткипанидзе    | 2008         | 170  | либеро      |                             |
| 14 | Тинатин Жгенти         | 2002         | 179  | нападающая  | «Младост-УГД» Штип          |
| 15 | Мариам Мушкудиани      | 2007         | 188  | нападающая  | «Мюлуз Эльзас» Мюлуз        |
| 17 | Мелания Кацитадзе      | 2007         | 176  | нападающая  | «Тбилиси»                   |
| 18 | Лиззи-Ирине Лобжанидзе | 2000         | 188  | центральная | «Брённбю»                   |
| 19 | Ани Мдивани            | 2008         | 186  | центральная | «Мелендуньо»                |
| 27 | Анн Каландадзе         | 1998         | 186  | нападающая  | «Галатасарай» Стамбул       |
| 99 | Ана Диасамидзе         | 2000         | 172  | связующая   |                             |

- Главный тренер —  Юрий Мельничук.
- Тренеры — Тенгиз Янхотели.